# منطقة عين العرب
مِنْطَقَةُ كوباني من مناطق محافظة حلبَ السورية وجزؤها الذي في شرق الفرات. تتّصل بها ولاية الرُّها التركية من جهة الشمال، وتحيط بها من الشرق والجنوب محافظة الرقة، ويفصلها من الغرب عن بقية محافظة حلب نهرُ الفرات. مركزها مدينة كوباني وهي المنطقة الوحيدة من المحافظة التي ما زال قوات سوريا الديمقراطية يبسُط سيطرتَه الكاملة عليها. تنقسم  إلى أربع نواحٍ هي ناحية كوباني وناحية صِرِّين وناحية الجَلَبِيَّة وناحية الشيوخ التحتانية.
بلغ عدد سكان المنطقة 192,513 نسمة حسب التعداد السكاني لعام 2004.
في 19 يوليو 2012، سيطرت عليها وحدات حماية الشعب بعد مواجهة مع قوات الحكومة السورية، بعد مفاوضات انسحبت القوات الحكومية وسيطرت وحدات حماية الشعب على كوباني وعامودا وعفرين.  وفي يناير 2014 أعلنت المنطقة على أنها كانتون أمر واقع مستقل تابع للإدارة الذاتية الديمقراطية.

## نواحيها
- ناحية مركز عين العرب (81,424 نسمة).[5]
- ناحية الشيوخ التحتاني (43,861 نسمة).[6]
- ناحية صِرِّين (69,931 نسمة).[7]
- ناحية الجَلَبِيَّة (جزء من ناحية صرين حتى 2009)